# Hexoppia heterotricha
Hexoppia heterotricha är en kvalsterart som beskrevs av Balogh 1958. Hexoppia heterotricha ingår i släktet Hexoppia och familjen Quadroppiidae. Inga underarter finns listade i Catalogue of Life.